# Cymbopogon pospischilii
Cymbopogon pospischilii är en gräsart som först beskrevs av Karl Moritz Schumann, och fick sitt nu gällande namn av Charles Edward Hubbard. Cymbopogon pospischilii ingår i släktet Cymbopogon, och familjen gräs. Inga underarter finns listade i Catalogue of Life.